# Bandeira de Queimados
A bandeira de Queimados é um dos símbolos oficiais do município de Queimados, estado do Rio de Janeiro. Foi estabelecido em 25 de Junho de 1993, pela Lei Municipal N° 040.

## Descrição
Seu desenho consiste em um losango inclinado, na cor branca, sobre um campo na cor verde. No centro do losango está o brasão do município.